# ورزشگاه ال الکورا
ورزشگاه ال الکورا (اسپانیایی: Estadio El Alcoraz‎) یک ورزشگاه فوتبال در شهر اوئسکا، اسپانیا است.
این ورزشگاه که در سال ۱۹۷۲ تاسیس شده دارای ۷٬۶۳۸ نفر ظرفیت است و ورزشگاه خانگی باشگاه فوتبال اوئسکا محسوب میشود